# سندرا اورتگا مرا
سندرا اورتگا مرا (انگلیسی: Sandra Ortega Mera؛ زادهٔ ۱۹ ژوئیهٔ ۱۹۶۸) کارآفرین و سرمایه‌دار اهل اسپانیا است، که با دارایی خالص ۷٫۵ میلیارد دلار، از سال ۲۰۱۳ تاکنون بعنوان ثروتمندترین زن اسپانیا شناخته می‌شود. وی فرزند بنیانگذار شرکت ایندیتکس؛ آمانسیو اورتگا و رزالیا مرا می‌باشد.